# 椎間孔
椎間孔（ついかんこう、英：Intervertebral_foramen）は、2つの脊椎骨の間にある孔。
神経孔とも呼ばれ、しばしばIV foramenまたはIVFと略記されることもある。
頸椎、胸椎、腰椎のいずれにも椎間孔がある。

## 解説
この部位では、一対の椎骨の間のそれぞれに椎間孔（開口部）が存在する。そして、多くの物がその椎間孔を通過する。それは、各脊髄神経根や脊髄動脈の分枝、内神経叢と外神経叢の間の交通静脈、反回髄膜（洞 - 椎骨）神経、経椎間孔靭帯などである。
脊椎骨同士が連結されると、骨格は頭部と体幹を支える強固な柱となり、椎孔は脊髄髄質（脊髄）を保護するための管を構成する。
椎間孔の大きさは、位置、病変、脊椎にかかる荷重、姿勢などにより変化する。
関節炎による退行性変化や、腫瘍、転移、椎間板ヘルニアなどの空間占有性病変によって、椎間孔が閉塞することがある。
具体的には、椎間孔は隣接する椎骨の上方切痕と下方切痕、椎間関節、椎間板によって縁取られている。

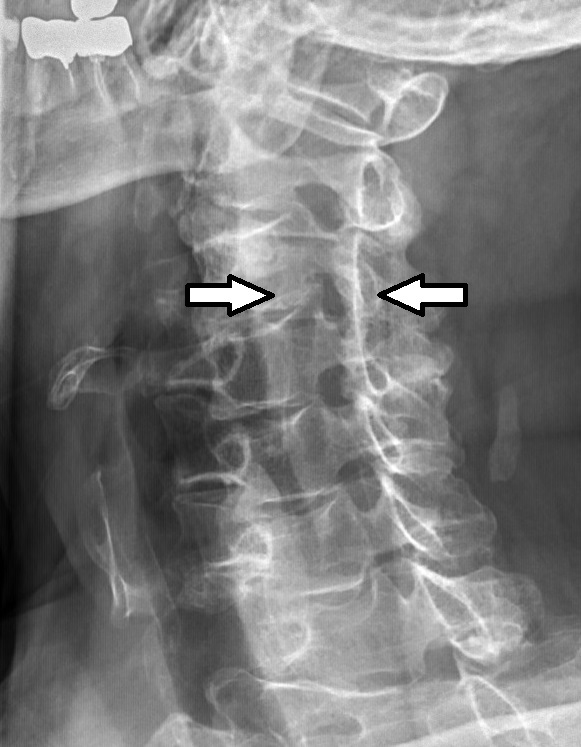
うなじと左肩の痛みを訴える男性の単純X線写真。加齢による退行性変化で第4頸神経の左椎間孔の狭窄を示し、患部デルマトームと対応している。